# Schoenorchis minutiflora
Schoenorchis minutiflora är en orkidéart som först beskrevs av Henry Nicholas Ridley, och fick sitt nu gällande namn av Johannes Jacobus Smith. Schoenorchis minutiflora ingår i släktet Schoenorchis och familjen orkidéer. Inga underarter finns listade i Catalogue of Life.